# Kongo na Mistrzostwach Świata w Lekkoatletyce 2013
Kongo na Mistrzostwach Świata w Lekkoatletyce 2013 – reprezentacja Konga podczas mistrzostw świata w Moskwie liczyła 1 zawodnika, który nie zdobył medalu.

## Występy reprezentantów Konga
| Konkurencja            | Zawodnik                 | Preeliminacje | Preeliminacje | Eliminacje | Eliminacje | Półfinał | Półfinał | Finał    | Finał   |
| Konkurencja            | Zawodnik                 | Rezultat      | Pozycja       | Rezultat   | Pozycja    | Rezultat | Pozycja  | Rezultat | Pozycja |
| ---------------------- | ------------------------ | ------------- | ------------- | ---------- | ---------- | -------- | -------- | -------- | ------- |
| Bieg na 100 m mężczyzn | Devilert Arsene Kimbembe | 10,77         | 12.           | NQ         | NQ         | NQ       | NQ       | NQ       | NQ      |